# روباه‌ها (فیلم)
روباه‌ها (انگلیسی: Foxes) فیلمی در ژانر و به کارگردانی آدریان لین است که در سال ۱۹۸۰ منتشر شد.

## بازیگران
- جودی فاستر
- سالی کلرمن
- رندی کواید
- شری کوری
- لورا درن
- لوئیس اسمیت